# クライ・ミー・ア・リヴァー
Cry Me a River（クライ・ミー・ア・リヴァー）は、アメリカ合衆国の作曲家であるアーサー・ハミルトン（Arthur Hamilton 1926-）が、1953年に作詞・作曲したポピュラーソングである。
自らを一度は裏切りながら復縁を乞う恋人に向かい「いまさらもう遅い、川のように泣くがいい」と冷ややかに突き放すという内容の、恨み節がかったブルーバラードの曲。1955年にジュリー・ロンドンの歌唱で大ヒットし、彼女の代名詞となると共に、今日までロックやジャズ、ブルースなどといった様々なジャンルのアーティストが採り上げる、スタンダード・ナンバーの一つとなった。

## 曲の沿革
元々、1955年の映画『皆殺しのトランペット』（原題　"Pete Kelly's Blues"　監督・主演　ジャック・ウェッブ Jack Webb）の挿入曲とするために作曲され、ゲストとして特別出演したエラ・フィッツジェラルドが歌うことを想定されていたが、この曲の採用は検討段階で却下され、エラはレイ・ヘインドーフ作曲のメインテーマ「Pete Kelly's Blues」など別の曲を歌い、ハミルトンの曲は別作品「ヒー・ニーズ・ミー」「シング・ア・レインボー」が劇中歌として映画で助演したペギー・リーに歌われるに終わった。
しかし、映画を企画したウェッブは「Cry Me a River」を惜しみ、当時自分と離婚したばかりで、元B級女優だが歌手志望でもあったジュリー・ロンドンに曲を紹介した。ジュリーは1955年にリバティ・レーベルで、バーニー・ケッセルのギターと、レイ・レザーウッドのウッドベースというデュオ伴奏で、この曲を録音した。このデビュー曲は同年、『ビルボード』誌のヒットチャートで最高9位に到達するというヒットを飛ばし、ジュリーは歌手としての評価を確立した。ジュリーの情緒綿々たる恨み節と、ケッセルの好サポートで、このオリジナルは高く評価されている。ジュリーは、翌1956年に映画『女はそれを我慢できない』（"The Girl Can't Help It"）にも特別出演してこの曲を歌い、曲の知名度を高めた。

## この曲をカバーした主な歌手・バンド
- バーブラ・ストライサンド（1967年）

ライブコンサートにてカバー。
- エラ・フィッツジェラルド（1975年）

TV番組　ジョー・パスのギターとデュオ。
- クリスタル・ゲイル（1978年）

アルバム『夢のひととき』収録。
- エアロスミス（1982年）

アルバム『美獣乱舞』収録。
- ヴィクター・ラズロ（1986年）

ボリス・ベルクマンがフランス語に訳詞する。
- ダイアン・シューア（1988年）

アルバム『Talkin' Bout You』収録。
- 美空ひばり（1990年）

アルバム『ジャズ&スタンダード』 収録。
日本語によるカバー。
- スーザン・ボイル（1999年）

チャリティーCDに収録。
- ダイアナ・クラール（2001年）

『Live In Paris』にてピアノ・ トリオで弾き語り。
- オリビア・ニュートン＝ジョン（2004年）

アルバム『インディゴ:ウーマン・オブ・ソング』収録。
- リック・アストリー（2005年）

アルバム『ポートレイト』収録。
- マイケル・ブーブレ（2009年）

アルバム『Crazy Love』収録。
- ジェフ・ベック（2010年）

アルバム『Emotion & Commotion' album (Japanese edition)』収録。
インストゥメンタルによる演奏。
- 小柳ゆき（2010年）

アルバム『Koyanagi the Covers PRODUCT 1』収録。
- 倉木麻衣（2010年10月9日）

『HAPPY HAPPY HALLOWEEN LIVE 2010』にて同曲を披露した。
- JUJU（2011年）

アルバム『DELICIOUS』収録。
- 渡辺美里（2012年）

カバー・アルバム『My Favorite Songs 〜うたの木シネマ〜』に収録。
2014年3月にブルーノート名古屋、ビルボードライブ大阪、ビルボードライブ東京で開催されたライブ「うたの木 〜今夜のスペシャリテ〜」において歌唱を披露した。